# Puxberg
Puxberg är en ås i Österrike.   Den ligger i förbundslandet Steiermark, i den centrala delen av landet, 190 km sydväst om huvudstaden Wien.
I omgivningarna runt Puxberg växer i huvudsak blandskog. Runt Puxberg är det ganska glesbefolkat, med 22 invånare per kvadratkilometer.